# Красный Октябрь (Волгоград)
«Красный Октябрь» — металлургический завод в городе Волгоград, производитель металлопроката специальных марок стали в России. Владеет около 40 процентов российского рынка нержавеющих сталей. Наименование юридического лица — акционерное общество «Корпорация Красный октябрь» (сокращённо — АО «Корпорация Красный октябрь»)

## История

### Основание и годы советской власти
Завод основан 30 апреля 1897 года французским акционерным «Уральско-Волжским металлургическим обществом» на окраине Царицына под наименованием «Урал-Волга», а в ноябре 1898 года была пущена первая мартеновская печь.
За годы первых пятилеток (1929—1940 годы) завод был коренным образом реконструирован и превращён в базу для производства высококачественной стали для предприятий автомобильной, тракторной промышленности, сельскохозяйственного машиностроения. Так, например, 20 января 1936 года на заводе началась стахановская пятидневка. В первый день пятидневки мартеновцы произвели 2033 тонн стали при плане в 1653 тонны, прокатчики — 2030 тонн (план — 1600), блюминг — 1811 тонн (план — 1300). Наращивая темпы производства и осваивая новые марки, к 1941 году предприятие становится единственным металлургическим гигантом Юга страны, производящим 9 % всей выпускаемой стали для оборонной промышленности СССР. Во время Великой Отечественной войны 1941—1945 годов завод был полностью разрушен, но уже через 5 месяцев после окончания Сталинградской битвы, 31 июля 1943 года, завод под руководством Паруйра Матевосяна выдал первую плавку стали, а 31 августа — первую тонну проката. К 1949 году был превзойдён довоенный уровень производства.

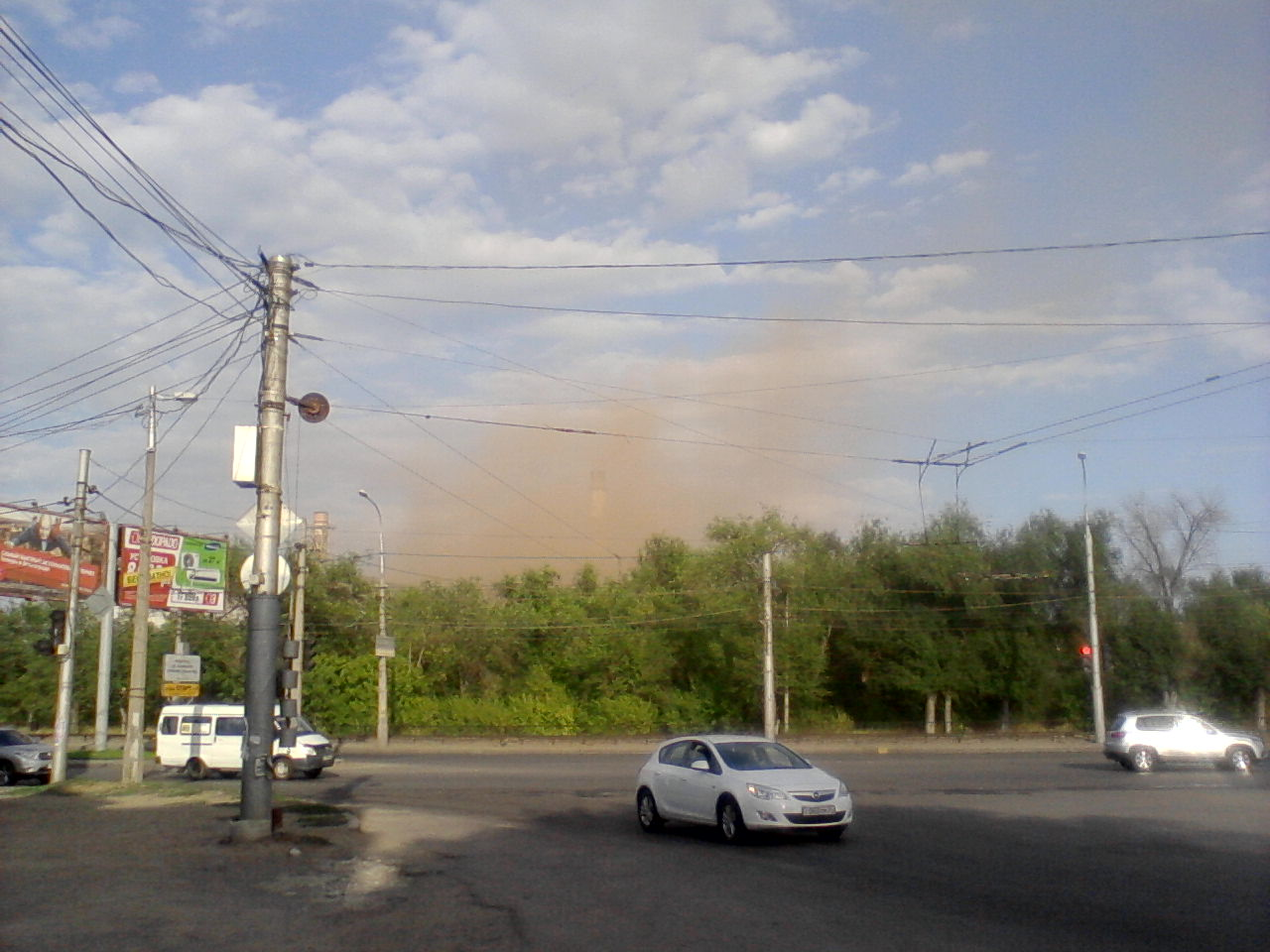
Выбросы завода. Вид со стороны проспекта Ленина

Свою действующую структуру и окончательную специализацию завод получил уже в послевоенное время. Основные производственные мощности были запущены в 1950-е — 1970-е годы. К 1986 году завод располагал производственным потенциалом, способным обеспечить в год выплавку стали в объёме 2 млн тонн, проката — 1,5 млн тонн. Его доля составляла 12 % производства качественных сталей в стране, в том числе нержавеющих сталей — 14 %, стали электрошлакового переплава — 52 %. В ассортименте завода насчитывалось 500 марок стали, выпускаемой по стандартам РФ, Германии, США, Японии.
Завод награждён орденом Ленина (1939) и орденом Трудового Красного Знамени (1948), в 1985 году Волгоградский металлургический завод «Красный Октябрь» был удостоен ордена «Отечественной войны» I степени за заслуги в обеспечении Советской Армии и Военно-Морского Флота в годы Великой Отечественной войны.

### Современная Россия
После акционирования предприятие пережило несколько собственников, в том числе — арбитражное управление в 1998—1999 годах. 16 октября 2003 года фирма Midland Resources (крупнейший акционер украинского металлургического комбината «Запорожсталь») в партнёрстве с предпринимателем Игорем Шамисом приобрела 100 % акций завода.
До кризиса 2008 года на заводе шла реконструкция с целью расширения производства легированных сталей специального назначения. В сентябре 2003 года завод выплавлял 37 582 тонн стали, а в сентябре 2004 эта цифра составила 55 558 тонн. Количество марок выпускаемой стали к 2008 году составило более 600 видов, численность работающих — достигла 8 тыс. человек.
В 2007 году завод выкупается у Midland Steel Industries за 65 млн долларов, полученных в кредит у ВТБ под залог акций завода. Собственником становится ЗАО «Русспецсталь», 25 % которой принадлежали «Ростехнологии». Также «Русспецсталь» покупает часть производственных активов обанкротившегося завода «Баррикады» и Ступинскую металлургическую компанию.
В результате кризиса 2008 года к началу 2009 года объёмы производства «Красного Октября» упали в четыре раза, а просроченная кредиторская задолженность составила 7,83 млрд руб., из них 6,78 млрд руб. — перед банками. В апреле 2009 года один из поставщиков подал к заводу иск о банкротстве, а через полгода Волгоградский областной арбитраж ввел на предприятии процедуру наблюдения. Со 2 июня 2010 года производство на предприятии возобновлено. В 2016 году по делу о банкротстве «Русспецстали» происходит ряд арестов руководителей фирм, связанных с заводом.
После ряда переуступок долга в 2013 году часть долгов и большинство активов завода консолидирует Дмитрий Герасименко, связанный с украинским производителем спецсталей «Днепроспецсталь». Все имущество предприятия, выкупленное Герасименко, заложено по кредиту в Альфа-банке. Также Герасименко владеет другим крупным российским производителем спецсталей Златоустовским металлургическим заводом.
В конце 2017 года в суды поступило сразу несколько заявлений о признании предприятия банкротом, включая заявление от налоговой инспекции. Собственник предприятия Дмитрий Герасименко обвиняется правоохранительными органами в растрате кредитов и объявлен в международный розыск.
В мае 2018 года предприятие остановило работу. Официальные лица предприятия утверждают что проводится модернизация одного из цехов с целью установки оборудования очистки воздуха.
В конце марта 2019 года решением арбитражного суда Волгоградской области было признано банкротом акционерное общество «Торговый дом Волгоградского металлургического комбината „Красный Октябрь“», принадлежащее АО «Корпорация „Красный октябрь“». Сам завод продолжил работу.
20 мая 2025 года, на фоне российского вторжения на Украину, завод был включён в санкционный список Великобритании как компания которая осуществляет поддержку военно-промышленного комплекса России.

## Достопримечательности
Здание заводской лаборатории на территории завода специально не восстанавливалось после Сталинградской битвы и стало одним из трёх зданий, оставленных разрушенными как памятник. Два других — здание мельницы Гергардта и здание командного пункта 138-й стрелковой дивизии на острове Людникова.